# The Unholy Three (film 1930)
The Unholy Three è un film drammatico del 1930 diretto da Jack Conway. La pellicola è il remake sonoro del film muto Il trio infernale del 1925. In entrambe le versioni, i ruoli del Professor Echo e di Tweedledee sono rispettivamente interpretati da Lon Chaney e Harry Earles. La pellicola è tratta dalla novella omonima scritta da Clarence Aaron "Tod" Robbins.
Il film è di notevole importanza storica in quanto è l'ultimo film girato da Chaney prima di morire, oltre ad essere il suo unico film sonoro. Lon Chaney morì a causa di un cancro alla gola un mese e mezzo dopo l'uscita del film nelle sale. In Italia il film non venne mai distribuito ed è quindi inedito.

## Trama
Tre fenomeni da baraccone, un ventriloquo, un nano, e una sorta di gigante forzuto, che sbarcano il lunario esibendosi in un circo itinerante, decidono di lasciare la compagnia dopo che il nano ha assalito un bambino che lo scherniva durante uno spettacolo davanti al pubblico. Decisi ad intraprendere la strada del crimine, diventano una banda di malviventi con il nome di "Trio infernale". Echo il ventriloquo, abile trasformista, assume il ruolo di Mrs. O'Grady, una gentile e delicata nonnina, titolare di un negozio di volatili. Tweedledee, il nano deforme, diventa il suo nipotino, mentre Hercules svolge il ruolo dell'assistente tuttofare.
Travestito da rassicurante ed inoffensiva vecchietta, Echo non fatica a procurare ai suoi due compari diverse informazioni che permettono alla banda di mettere a segno una serie di truffe e rapine ai danni di facoltosi residenti di Park Avenue. La fidanzata di Echo, la ladra Rosie, dapprima è complice della banda, per poi pentirsi quando dell'ultimo colpo del trio infernale, finito in tragedia con l'assassinio di un uomo e il ferimento di una bambina di tre anni, viene incolpato ingiustamente il gentile Hector MacDonald (innamorato follemente di Rosie e da lei ricambiato) che rischia così di finire sulla sedia elettrica. Il trio, spinto dalla gelosia di Echo verso il rivale in amore, prima di fuggire in campagna, ha infatti incastrato l'uomo nascondendo in casa sua la refurtiva dell'ultimo colpo andato a finire male. Giunto il processo che accusa MacDonald, Echo si lascia impietosire dalle suppliche di Rosie di salvare l'innocente e dalla sua promessa di rimanere sempre con lui se salverà Hector; presenzia quindi in aula durante il dibattimento processuale e decide di scagionare l'uomo confessando tutto al giudice in tribunale.
Nel frattempo, Hercules, Tweedledee e Rosie (da loro tenuta in ostaggio) sono nascosti in una baracca fuori città. Il nano viene a conoscenza dell'intenzione di Hercules di fuggire con la ragazza e di spartirsi l'intero bottino con lei, tradendo gli altri due compagni. Decide così di liberare il gorilla che il trio si era portato dietro dalla città, e del quale Hercules è terrorizzato. Hercules strangola Tweedledee prima che il gorilla lo assalga e lo uccida a sua volta. Scagionato MacDonald, anche a Echo viene condonata la pena per aver collaborato con la giustizia, ed egli torna a lavorare nel circo esibendosi nel suo numero da ventriloquo. Rosie mantiene la promessa e si presenta da lui decisa a restargli fedele, ma Echo decide di lasciar libera la ragazza e di permetterle, anche se a malincuore, di raggiungere l'uomo del quale è veramente innamorata.